# Light of My Life
Pour plus de détails, voir Fiche technique et Distribution.
Light of My Life est un film américain réalisé par Casey Affleck, sorti en 2019.
Il est présenté lors de la Berlinale 2019.

## Synopsis
Dans un monde post-apocalyptique, un père tente de survivre avec sa fille Rag, alors qu'une pandémie mondiale a touché la plupart des femmes. Pour survivre, le père décide de faire passer Rag pour un garçon.

## Fiche technique
- Titre original : Light of My Life
- Réalisation et scénario : Casey Affleck
- Décors : Sara K. White
- Costumes : Malgosia Turzanska
- Photographie : Adam Arkapaw
- Montage : Dody Dorn et Christopher Tellefsen
- Musique : Daniel Hart
- Production : John Powers Middleton et Teddy Schwarzman
- Coproducteur : Geoffrey Quan
- Producteurs délégués : Michael Heimler, Whitaker Lader et Ben Stillman
- Sociétés de production : Black Bear Pictures et Sea Change Media
- Sociétés de distribution : Saban Films (États-Unis), Condor Distribution (France), The Searchers (Belgique)
- Budget : n/a
- Pays d'origine :  États-Unis
- Langue originale : anglais
- Format : couleur
- Genre : drame post-apocalyptique
- Durée : 119 minutes
- Dates de sortie [1] :
  - Allemagne : 8 février 2019 (Berlinale 2019 - Panorama, films de fiction)
  - États-Unis, Canada : 9 août 2019
  - France : 12 août 2020

## Distribution
- Casey Affleck (VF : Jean-Christophe Dollé) : le père
- Anna Pniowsky : Rag
- Elisabeth Moss : la mère
- Tom Bower : Tom
- Timothy Webber : Lemmy
- Hrothgar Mathews : Calvin

## Production

### Genèse et développement
En septembre 2016, il est annoncé que Casey Affleck va écrire et réaliser un film dont il tiendra le rôle masculin principal, avec Teddy Schwarzman à la production,. Casey Affleck avait commencé à écrire le scénario une dizaine d'années avant sa sortie.

### Attribution des rôles
En février 2017, la jeune Anna Pniowsky rejoint la distribution. En août 2018, il est annoncé qu'Elisabeth Moss a également un rôle dans le film.

### Tournage
Le tournage débute en février 2017 dans la région de l'Okanagan en Colombie-Britannique,. Des scènes sont également tournées à Vancouver. L'actrice Elisabeth Moss révèle qu'elle a tourné ses scènes en seulement une journée.

## Sortie

### Accueil critique
En France, le site Allociné recense une moyenne des critiques presse de 3,4/5.
Pour Simon Riaux du site Ecran Large, « En artisan inquiet, Casey Affleck propose une errance apocalyptique sur fond d'introspection. Touchant, incisif et parfois dérangeant, son premier long-métrage de fiction impressionne la rétine. ».
D'après David Speranski de la revue Les Fiches du Cinéma, « Avec Light of My Life, son premier véritable film de fiction, Casey Affleck, acteur talentueux et reconnu, passe avec succès l’épreuve de la mise en scène et parvient à évoquer les questions contemporaines les plus brûlantes, de la pandémie au féminisme. ».

## Distinctions
- Berlinale 2019 : sélection en section Panorama
- Festival international du film de La Roche-sur-Yon 2019 : sélection en compétition internationale